# Pashed Nīlāzh
Pashed Nīlāzh (persiska: پشد نیلاژ) är en ort i Iran.   Den ligger i provinsen Gilan, i den nordvästra delen av landet, 280 km nordväst om huvudstaden Teheran. Pashed Nīlāzh ligger 111 meter över havet och antalet invånare är 189.
Terrängen runt Pashed Nīlāzh är kuperad västerut, men österut är den platt.Runt Pashed Nīlāzh är det ganska tätbefolkat, med 134 invånare per kvadratkilometer. Närmaste större samhälle är Reẕvānshahr, 15,0 km norr om Pashed Nīlāzh. Trakten runt Pashed Nīlāzh består till största delen av jordbruksmark.